# Kasztelania chełmińska
Kasztelania chełmińska – kasztelania mieszcząca się niegdyś w województwie chełmińskim, z siedzibą (kasztelem) w Chełmnie .

## Kasztelanowiechełmińscy
| Monarcha                                                              | Wojewoda                                                         | #  | Kasztelan                                           | Portret | Herb | Lata sprawowania urzędu                          | Lata życia                                |
| --------------------------------------------------------------------- | ---------------------------------------------------------------- | -- | --------------------------------------------------- | ------- | ---- | ------------------------------------------------ | ----------------------------------------- |
| Kazimierz IV Jagiellończyk                                            | Gabriel Bażyński                                                 | 1  | Mikołaj Pilewski Mikołaj von Pfeilsdorf h. własnego |         |      | 16 marca 1466 - 19 maja 1467                     |                                           |
| Kazimierz IV Jagiellończyk                                            | Gabriel Bażyński                                                 | 2  | Ludwik Mortęski Ludwik von Mortangen                |         |      | 19 maja 1467 - 20 maja 1475                      | zm. przed 8 maja 1480                     |
| Kazimierz IV Jagiellończyk                                            | Ludwik Mortęski/ Mikołaj Dąbrowski                               | 3  | Mikołaj Dąbrowski Mikołaj von Damerow               |         |      | 26 czerwca 1476 - 25 października 1480           | zm. 27 stycznia 1483                      |
| Kazimierz IV Jagiellończyk                                            | Mikołaj Dąbrowski                                                | 4  | Karol z Napola Karol von Felde h. Trzy Gałązki      |         |      | 25 października 1480 - 15 maja 1484              | zm. 18 grudnia 1495                       |
| Kazimierz IV Jagiellończyk/ Jan I Olbracht                            | Karol z Napola                                                   | 5  | Jan Dąbrowski Jan von Damerow                       |         |      | 21 grudnia 1484 - 8 kwietnia 1498                | zm. 26 września 1513                      |
| Jan I Olbracht/ Aleksander Jagiellończyk/ Zygmunt I Stary             | Jan Dąbrowski/ Jan Luzjański                                     | 6  | Arnold Frącki Arnold von der Frantze h. własnego    |         |      | 19 lipca 1503 - listopad 1526                    | zm. przed 21 kwiecień 1528                |
| Zygmunt I Stary                                                       | Jan Luzjański                                                    | 7  | Mikołaj Działyński                                  |         |      | ok. 8 maja 1528 - 16 stycznia 1544               | zm. przed 22 maja 1545                    |
| Zygmunt I Stary                                                       | Jan Luzjański                                                    | 8  | Jan Sokołowski                                      |         |      | 16 stycznia 1544 - 22 maja 1545                  | zm. przed 10 września 1546                |
| Zygmunt I Stary                                                       | Jan Luzjański                                                    | 9  | Stanisław Kostka                                    |         |      | ok. 21 maja 1545 - 10 września 1546              | 1487, Sztemberk – 7 grudnia 1555, Malbork |
| Zygmunt I Stary/ Zygmunt II August                                    | Jan Luzjański/ Stanisław Kostka                                  | 10 | Jan Działyński                                      |         |      | 1546 - ok. 2 maja 1551                           | zm. przed 8 maja/na początku 1583         |
| Zygmunt II August                                                     | Stanisław Kostka/ Jan Działyński                                 | 11 | Jerzy Konopacki                                     |         |      | ok. 2 maja 1551 - 27 maja 1566                   | zm. 27 maja 1566                          |
| Zygmunt II August                                                     | Jan Działyński                                                   | 12 | Jerzy Oleski Jerzy Ostrowicki                       |         |      | 10 maja 1568 - 27 lipca 1569                     | zm. 27 lipca 1569                         |
| Zygmunt II August/ Henryk III Walezy/ Stefan Batory/ Zygmunt III Waza | Jan Działyński/ Mikołaj Działyński                               | 13 | Jan Dulski                                          |         |      | 6 czerwca 1572 - 28 marca 1590                   | zm. 28 marca 1590                         |
| Zygmunt III Waza                                                      | Mikołaj Działyński                                               | 14 | Jerzy Konopacki                                     |         |      | 18 kwietnia 1590 - 8 września 1603/czerwiec 1604 | zm. 8 września 1603                       |
| Zygmunt III Waza                                                      | Maciej Konopacki                                                 | 15 | Jerzy Kostka                                        |         |      | 7 marca 1605 - 29 września 1605                  | zm. 19 maja 1611                          |
| Zygmunt III Waza                                                      | Maciej Konopacki                                                 | 16 | Achacy Plemięcki                                    |         |      | 1605 - 13 stycznia 1606                          | zm. przed 20 kwiecień 1606                |
| Zygmunt III Waza                                                      | Maciej Konopacki/ Ludwik Mortęski                                | 17 | Michał Konarski                                     |         |      | 3 czerwca 1606 - 29 września 1611                | ok. 1557 – 29 kwietnia 1613               |
| Zygmunt III Waza                                                      | Ludwik Mortęski/ Stanisław Działyński/ Jan Jakub Wejher          | 18 | Janusz Niemojewski                                  |         |      | koniec 1611 - 1618                               | 1531 - 1618                               |
| Zygmunt III Waza                                                      | Jan Jakub Wejher                                                 | 19 | Stanisław Niemojewski                               |         |      | 28 maja/15 lipca 1619 - przed 16 grudnia 1620    | przed 16 grudnia 1620                     |
| Zygmunt III Waza                                                      | Jan Jakub Wejher                                                 | 20 | Maciej Niemojewski                                  |         |      | 16 grudnia 1620 - 17 listopada 1625              | zm. koniec 1625                           |
| Zygmunt III Waza/ Władysław IV Waza                                   | Melchior Wejher                                                  | 21 | Fabian Cema Fabian von Zahmen h. własnego           |         |      | 18 marca 1626 - 31 marca 1636                    | ok. 1575 - 1636                           |
| Władysław IV Waza                                                     | Melchior Wejher                                                  | 22 | Łukasz Elżanowski Łukasz Elżanowski h. własnwego    |         |      | ok. 30 kwietnia 1636 - 27 kwietnia 1637          | zm. 27 kwietnia 1637                      |
| Władysław IV Waza                                                     | Melchior Wejher                                                  | 23 | Stanisław Działyński                                |         |      | 11 maja 1637 - początek 1643                     | zm. początek 1643                         |
| Władysław IV Waza                                                     | Mikołaj Wejher                                                   | 24 | Jakub Wejher                                        |         |      | 19 lutego 1643 - 20 maja 1643                    | 1609 - 21 lutego 1657                     |
| Władysław IV Waza/ Jan II Kazimierz Waza                              | Mikołaj Wejher/ Jan Działyński/ Jan Kos                          | 25 | Wojciech Czerski                                    |         |      | listopad 1643 - 16 września 1655                 | zm. 16 września 1655                      |
| Jan II Kazimierz Waza                                                 | Jan Kos                                                          | 26 | Krzysztof Przyjemski                                |         |      | 30 grudnia 1656 - połowa 1661                    |                                           |
| Jan II Kazimierz Waza                                                 | Jan Kos/ Piotr Działyński                                        | 27 | Andrzej Przyjemski                                  |         |      | ok. 23 czerwca 1661 - przed 29 czerwca 1663      | zm. przed 29 czerwca 1663                 |
| Jan II Kazimierz Waza/ Michał Korybut Wiśniowiecki/ Jan III Sobieski  | Piotr Działyński/ Jan Krzysztof Gniński                          | 28 | Damian Kretkowski                                   |         |      | 29 czerwca 1663 - koniec 1675                    | zm. koniec 1675                           |
| Jan III Sobieski                                                      | Jan Krzysztof Gniński                                            | 28 | Władysław Denhoff                                   |         |      | 23 lutego 1677 - lato 1677                       | 1639 – 7 października 1683, Parkany       |
| Jan III Sobieski                                                      | Jan Krzysztof Gniński/ Michał Działyński                         | 29 | Michał Działyński                                   |         |      | 29 października 1677 - początek 1681             | zm. marzec 1687                           |
| Jan III Sobieski                                                      | Michał Działyński                                                | 30 | Władysław Stanisław Łoś                             |         |      | początek 1681 - 19 lutego 1681                   | zm. 10 marca 1694, Warszawa               |
| Jan III Sobieski                                                      | Michał Działyński/ Jan Kos                                       | 31 | Kazimierz Zawadzki                                  |         |      | początek 1685 - 15 kwietnia 1692                 | zm. 15 kwietnia 1692                      |
| Jan III Sobieski/ August II Mocny                                     | Jan Kos                                                          | 32 | Jan Jerzy Przebendowski                             |         |      | 16 maja 1693 - 17 września 1697                  | ok. 1674 - 29 maja 1755                   |
| August II Mocny                                                       | Jan Kos                                                          | 33 | Sebastian Czapski                                   |         |      | 23 stycznia 1698 - 4 marca 1699                  | zm. 4 marca 1699                          |
| August II Mocny/ Stanisław Leszczyński/ August II Mocny               | Jan Kos/ Tomasz Działyński                                       | 34 | Stanisław Konopacki                                 |         |      | 10 marca 1699 - 1709                             | zm. 1709                                  |
| August II Mocny                                                       | Tomasz Działyński/ Jakub Zygmunt Rybiński                        | 35 | Piotr Aleksander Czapski                            |         |      | 11 czerwca 1710 - 2/12 czerwca 1717              | ok. 1660 - 2/12 czerwca 1717              |
| August II Mocny                                                       | Jakub Zygmunt Rybiński/ Franciszek Bieliński                     | 36 | Piotr Jan Czapski                                   |         |      | 12 grudnia 1717 - 11 marca 1726                  | 3 czerwca 1685 – przed 8 listopada 1736   |
| August II Mocny                                                       | Franciszek Bieliński                                             | 37 | Jan Władysław Kretkowski                            |         |      | 28 marca 1726 - 11 maja 1728                     | zm. 11 maja 1728                          |
| August II Mocny                                                       | Franciszek Bieliński/ Jan Ansgary Czapski                        | 38 | Adam Kos                                            |         |      | 19 czerwca 1728 - przed 29 stycznia 1733         |                                           |
| August II Mocny/ Stanisław Leszczyński/ August III Sas                | Jan Ansgary Czapski                                              | 39 | Andrzej Teodor Grabowski                            |         |      | 29 stycznia 1733 - 25 grudnia 1737               | zm. 25 grudnia 1737                       |
| August III Sas                                                        | Jan Ansgary Czapski/ Michał Wiktor Bieliński/ Zygmunt Kretkowski | 40 | Stanisław Konarski                                  |         |      | 20 listopada 1738 - 12 sierpnia 1757             | zm. 12 sierpnia 1757                      |
| August III Sas                                                        | Zygmunt Kretkowski                                               | 41 | Tomasz Grąbczewski                                  |         |      | 28 września 1757 - 18 kwietnia 1758              | zm. 18 kwietnia 1758                      |
| August III Sas                                                        | Zygmunt Kretkowski                                               | 42 | Stanisław Skórzewski                                |         |      | 13 maja 1758 - 27 lipca 1761                     | zm. 27 lipca 1761                         |
| August III Sas/ Stanisław August Poniatowski                          | Zygmunt Kretkowski/ Franciszek Stanisław Hutten–Czapski          | 43 | Franciszek Stanisław Czapski                        |         |      | 8 lutego 1762 - 25 czerwca 1766                  | 1725 – 9 kwietnia 1802, Warszawa          |
| Stanisław August Poniatowski                                          | Franciszek Stanisław Hutten–Czapski                              | 44 | Juliusz Dziewanowski                                |         |      | 30 sierpnia 1766 - 14 kwietnia 1772              | zm. 14 kwietnia 1772                      |
| Stanisław August Poniatowski                                          | Franciszek Stanisław Hutten–Czapski                              | 45 | Konstanty Bniński                                   |         |      | 11 czerwca 1772 - 1772/30 października 1810      | zm. 30 października 1810                  |